# WrestleMania 2
WrestleMania 2 a fost cea de-a doua ediție a WrestleMania, pay-per-view inaugurat în 1985 de către World Wrestling Federation. A avut loc pe data de 7 aprilie 1986 și este singura ediție de până acum desfășurată în trei locații distincte :
- La Nassau Coliseum, în Uniondale, New York
- La Rosemont Horizon, în Rosemont, Illinois
- La L.A. Sports Arena, în Los Angeles, California.

Fiecare locație a avut propriul main event. La fel ca și prima ediție, evenimentul a fost transmis prin intermediul televiziunii cu circuit închis, pe teritoriul Statelor Unite. Este prima ediție WrestleMania care folosește pentru numerotare cifre arabe.
Spectacolul a fost comentat de trei echipe de comentatori : Vince McMahon și Susan Saint James au comentat meciurile desfășurate în New York, Gorilla Monsoon, Gene Okerlund și Cathy Lee Crosby s-au deplasat în locația din Chicago iar Jesse Ventura, Lord Alfred Hayes și Elvira au comentat din Los Angeles. Cei care au anunțat meciurile au fost Howard Finkel (New York), Chet Coppock (Chicago) și Lee Marshall (Los Angeles).
Sloganul acestei ediții a fost "What The World Has Come To".

## Rezultate

### Nassau Coliseum
- Paul Orndorff s-a luptat cu The Magnificent Muraco, meciul terminându-se prin dublu countout (4:10).
- Randy Savage l-a învins pe George Steele, păstrând centura WWF Intercontinental Championship (5:10)
  - Meciul s-a sfârșit printr-un pinfall neregulamentar al lui Savage asupra lui Steele, Savage sprijinindu-se cu picioarele de coarda superioară a ringului.
- Jake Roberts l-a învins pe George Wells (3:15)
  - Roberts l-a învins prin pinfall pe Wells după un DDT.
- Mr. T l-a învins pe Roddy Piper prin descalificare, într-un meci de box. (13:14)
  - Piper a fost descalificat pentru că în runda a patra i-a aplicat un body-slam lui Mr. T.

### Rosemont Horizon
- The Fabulous Moolah a învins-o pe Velvet McIntyre, păstrând centura WWF Women's Championship (1:25)
  - Meciul s-a sfârșit prin pinfall, după ce Moolah i-a aplicat lui McIntyre un splash.
- Corporal Kirschner l-a învins pe Nikolai Volkoff (însoțit de Freddie Blassie) prin pinfall într-un flag match (2:05)
  - Kirschner l-a numărat pe Volkoff după ce l-a lovit cu bastonul lui Blassie.
- André the Giant a câștigat un Battle Royal cu 20 de participanți, la care au luat parte atât wrestleri cât și jucători de fotbal american (9:13)
  - Ordinea de intrare a participanților la Battle Royal a fost următoarea :Jimbo Covert (Star NFL - Chicago Bears), Pedro Morales, Tony Atlas, Ted Arcidi, Harvey Martin (Fost Star NFL - Dallas Cowboys), Danny Spivey, Hillbilly Jim, King Tonga, The Iron Sheik, Ernie Holmes (fost Star NFL - Pittsburgh Steelers), B. Brian Blair, Jim Brunzell, Big John Studd, Bill Fralic (star NFL - Atlanta Falcons), Bret Hart, Jim Neidhart, Russ Francis (star NFL - San Francisco 49ers), Bruno Sammartino, și William "Refrigerator" Perry (Star NFL - Chicago Bears).
- The British Bulldogs (Davey Boy Smith și The Dynamite Kid) ( însoțiți de Ozzy Osbourne și Lou Albano) i-au învins pe The Dream Team (echipă compusă din Greg Valentine & Brutus Beefcake) (însoțiți de Johnny V), câștigând centura WWF Tag Team Championship (13:03)
  - Smith l-a învins prin pinfall pe Valentine, după o cionire frontală între Valentine și Dynamite.

### Los Angeles Memorial Sports Arena
- Ricky Steamboat l-a învins pe Hercules Hernandez (7:27)
  - Steamboat a obținut victoria prin pinfall, după ce i-a aplicat lui Hernandez un Flying Body Press.
- Adrian Adonis l-a învins pe Uncle Elmer (3:01)
  - Adonis a reușit să-l numere pe Elmer după un Flying Headbutt.
- Terry Funk & Hoss Funk (împreună cu Jimmy Hart) i-au învins pe Junkyard Dog și Tito Santana (11:42)
  - Terry a reușit să-l numere pe JYD după ce l-a lovit cu megafonul lui Hart.
- Hulk Hogan l-a învins pe King Kong Bundy într-un steel cage match, păstrându-și titlul de campion WWF (10:15)
  - Hogan a reușit să iasă din cușcă după ce i-a aplicat un bodyslam și un leg-drop lui Bundy.

## Alți participanți
| Comentatori - Vince McMahon (New York) - Gorilla Monsoon (Chicago), Gene Okerlund (Chicago) - Jesse Ventura (Los Angeles), Lord Alfred Hayes (Los Angeles) Prezentatori speciali - Joan Rivers (Nassau Coliseum), Tommy Lasorda (L.A. Sports Arena) - Susan Saint James (New York), Cathy Lee Crosby (Chicago), and Horror Queen Elvira (Los Angeles) | Oficiali speciali - Ricky Schroder (L.A. Sports Arena), Clara Peller (Chicago) Arbitrii - Dick Kroll, Jack Lutz, Dick Butkus (arbitru special, battle royale), Ed "Too Tall" Jones (arbitru special, battle royale), Dave Hebner |

## De reținut
- Imnul "America the Beautiful" de la începutul show-ului a fost interpretat de Ray Charles.
- Este prima ediție WrestleMania la care s-a disputat un Steel Cage Match. Următorul meci de acest tip din cadrul WrestleMania a avut loc abia la WrestleMania 22.
- WrestleMania 2 este singura ediție din istorie care nu a avut loc în ziua de duminică (spectacolul s-a desfășurat în ziua de luni).
- La spectacolul desfășurat la New York au participat personalități ca Darryl Dawkins, Joan Rivers, Joe Frazier sau Susan Saint James.
- În Los Angeles printre celebrități s-au numărat Ricky Schroder, Robert Conrad și Tommy Lasorda, iar în Chicago au luat parte la eveniment Clara Peller, Ed Jones, Ozzy Osbourne, Ernie Holmes, Harvey Martin, Jim Covert, William Perry, și Cathy Lee Crosby.
- Cele trei locații în care s-a desfășurat WrestleMania 2 au găzduit mai târziu fiecare în parte alte trei gale WrestleMania : la Nassau Veterans Memorial Coliseum (New York) a avut loc ediția WrestleMania XX, WrestleMania 21 s-a desfășurat la Los Angeles, iar WrestleMania 22 a avut loc în Chicago.